# Changfa (sockenhuvudort i Kina, Heilongjiang Sheng, lat 47,53, long 126,93)
Changfa (kinesiska: 长发, 长发乡) är en sockenhuvudort i Kina. Den ligger i provinsen Heilongjiang, i den nordöstra delen av landet, omkring 200 kilometer norr om provinshuvudstaden Harbin. Antalet invånare är 18 693. Befolkningen består av 9 253 kvinnor och 9 440 män. Barn under 15 år utgör 12,0 %, vuxna 15-64 år 81 %, och äldre över 65 år 6,0 %.
Runt Changfa är det ganska tätbefolkat, med 149 invånare per kvadratkilometer. Närmaste större samhälle är Hailun, 8,0 km söder om Changfa. Trakten runt Changfa består till största delen av jordbruksmark.
Genomsnittlig årsnederbörd är 913 millimeter. Den regnigaste månaden är juli, med i genomsnitt 286 mm nederbörd, och den torraste är januari, med 8 mm nederbörd.